# Maria Mena
Maria Viktoria Mena (Oslo, 19 de fevereiro de 1986) é uma artista pop norueguesa.

## Biografia
Nascida em uma família de artistas, Maria Mena é filha de mãe dramaturga e de pai baterista. Sua mãe é norueguesa e seu pai é americano, descendente de afro-nicaraguenses. Tanto Maria quanto Tony, seu irmão, têm nomes de personagens de West Side Story, de Leonard Bernstein.
Seu pai tocou em diversas bandas em Oslo, o que influenciou Maria Mena a compor e gravar suas próprias músicas. Quando Mena tinha nove anos de idade, seus pais se divorciaram. Ela sofreu de depressão e desenvolveu distúrbios alimentares.
Aos 13 anos, foi morar com seu pai. Ela cantava e compunha canções como forma de confortar-se. "My Lullaby", canção do diário de Mena, expressa sua dor pelo divórcio dos pais. Após implorar ao pai para gravar uma demo, ele contactou alguns conhecidos na indústria da música para gravar a demo. Após apresentar a gravação a várias gravadoras, Sony Music assinou contrato com Maria Mena.

## Carreira

### 2002-2007
Em 2002, ela lançou seu primeiro single, "Fragile (Free)" na Noruega, embora a canção não tenha ficado entre as mais tocadas. "My Lullaby" foi lançada como segundo single e chegou à quinta posição no ranking musical norueguês. A jovem cantora rapidamente ganhou fãs e logo conquistou seu primeiro disco de platina. Após o sucesso de "My Lullaby", Mena lançou seu álbum de estreia na Noruega, Another Phase, alcançando a sexta posição entre os álbuns mais vendidos no país.
Em 20 de julho de 2004, Mena participou do Late Show with David Letterman para promover seu primeiro álbum internacional, White Turns Blue, que estreou na primeira posição no Billboard Top Heatseekers e em 102º no Billboard 200. A cantora estreou mundialmente nas paradas de singles  naquele ano com "You're the Only One", sucesso em vários países. A canção foi seu único single a aparecer na lista da Billboard, chegando à posição nº 25 no Top 40 Mainstream dos Estados Unidos. "You're the Only One" alcançou a posição nº 30 no Dutch Top 40 e nº 19 no Mega Single Top 100. Dois meses antes, em março de 2004, Mena lançou seu segundo álbum na Noruega, Mellow. O disco teve menos sucesso do que o de sua estreia de 2002, mas ainda assim alcançou o nº 7 na Noruega. O segundo single dos dois álbuns foi "Just a Little Bit", que não conseguiu figurar entre os mais ouvidos em nenhum lugar.
Em 2005 foi lançado o álbum Apparently Unaffected na Noruega e em vários outros países europeus, liderado pelos singles "Miss You Love", e "Just Hold Me". Com um sucesso significativo na Noruega, o álbum lhe rendeu três indicações para o Spellemann (também conhecido como Grammy Norueguês): "Melhor Artista Feminina", "Melhor Hit" e "Melhor Vídeo Musical". Na Holanda, o álbum foi lançado em junho de 2006 e alcançou a posição número 82. Aos poucos o álbum foi subindo de posição no ranking até chegar à posição número 11 após 27 semanas, vez que "Just Hold Me" voltou a ser tocada nas rádios. "Just Hold Me" foi lançada em maio de 2006, mas não foi incluída no Dutch Top 40. Em outubro de 2006, a música voltou a ser tocada nas rádios e, desta vez, foi incluída Dutch Top 40, alcançando a posição #26. No Mega Single Top 100 chegou à posição #7, no início de novembro de 2006. Mena realizou shows, que tiveram ingressos esgotados, em Utrecht e Amsterdã, seguindo o sucesso de "Just Hold Me. Ao final do ano o álbum alcançou a posição #48 no ranking holandês, superando os álbuns I'm Not Dead, da cantora Pink, Loose, de Nelly Furtado e B'Day, da cantora Beyoncé. "Miss You Love" foi lançado como segundo single do álbum na Holanda e alcançou #61 no Mega Single Top 100.

### 2008–2013: Cause and Effect, Viktoria, and Weapon in Mind
Tendo trabalhado em seus três primeiros álbuns de estúdio com o produtor norueguês Arvid Solvang, Mena começou a trabalhar com Martin Sjølie no início de 2008 no que se tornaria seu quarto álbum de estúdio, Cause and Effect. O primeiro single do álbum, "Belly Up", estreiou em meados de Junho de 2008 em uma rádio norueguesa. Cause and Effect foi lançado em 17 de setembro na Noruega. O primeiro single internacional foi "All This Time". O álbum foi lançado internacionalmente em 26 de setembro de 2008. Este álbum rendeu a Mena o Spellemann de "Melhor Artista Feminina".
A música de Maria Mena "Sorry" foi destaque na terceira temporada americana de So You Think You Can Dance. "What's Another Day" apareceu na quarta temporada do show. O single "All This Time" foi lançado no Reino Unido em 11 de abril de 2010.
Em 2011 Mena gravou uma versão de "Mitt Lille Land" (Meu Pequeno País), composta por Ole Paus (autor norueguês), como parte de um projeto do canal de TV norueguês TV2. Em 23 de julho, um dia após os atentados terroristas na Noruega, e após pedidos de seu público norueguês, Mena fez upload de sua versão da canção para o SoundCloud. A música tornou-se rapidamente um hino em memória das vítimas dos ataques.
Em 23 de setembro de 2011 lançou seu quinto álbum: Viktoria.
Seu sexto álbum, Weapon in Mind, foi lançado em 2013, tornando-se seu primeiro álbum a alcançar a posição #1 na Noruega. Embora os três singles do álbum não tenham sido incluídos no Top 20 Norway Singles Chart, as canções "Fuck You" e "I Always Liked That" tornaram-se dois de seus singles mais vendidos na Noruega, tendo sido premiados, duas vezes, com o Disco de Platina.

### 2015–present: Growing Pains
Maria Mena lançou mundialmente o single "I Don't Wanna See You with Her" em 6 de novembro de 2015. Seu sétimo álbum, Growing Pains foi lançado em 4 de dezembro de 2015.

## Discografia
| Ano  | Álbum                                                                            | Tabelas | Tabelas | Tabelas | Tabelas        | Tabelas | Tabelas | Certificados                                                                                                 |
| Ano  | Álbum                                                                            | NOR     | NL      | US      | US Heatseekers | GER     | PL      | Certificados                                                                                                 |
| ---- | -------------------------------------------------------------------------------- | ------- | ------- | ------- | -------------- | ------- | ------- | --- |
| 2002 | Another Phase - Álbum de estreia - Lançado: 22 de abril de 2002                  | 6       | —       | —       | —              | —       | —       | - NO: Platina (30,000+)                                                                                      |
| 2004 | Mellow - 2º álbum - Lançado: 1 de março de 2004                                  | 7       | —       | —       | —              | —       | —       | - NO: Ouro (20,000)+                                                                                         |
| 2004 | White Turns Blue - Álbum de estreia internacional - Lançado: 20 de julho de 2004 | —       | —       | 102     | 1              | —       | —       | |
| 2005 | Apparently Unaffected - 3º álbum - Lançado: 14 de novembro de 2005               | 6       | 11      | —       | —              | 22      | —       | - GER: Ouro (100,000+) - NL : Platina (50,000+) - NO : Platina (30,000+) - Mundo: 250,000+                   |
| 2008 | Cause and Effect - 4º álbum - Lançado: 15 de setembro de 2008                    | 4       | 8       | —       | —              | 20      | 43      | - GER: Ouro (100,000+) - NL : Ouro (25,000+) - NO : Ouro (23,000+) - SWI : Ouro (15,000+) - Mundo : 200,000+ |
| 2011 | Viktoria - 5º álbum - Lançado: 23 de setembro de 2011                            | 2       | 17      | —       | —              | 18      | —       | - NO: Ouro (23,000+)                                                                                         |

### Singles
| Ano  | Título                             | Tabelas | Tabelas | Tabelas | Tabelas | Tabelas | Tabelas | Tabelas | Tabelas | Tabelas | Álbum                     |
| Ano  | Título                             | NO      | GER     | NL 40   | NL 100  | US Main | SWI     | AUT     | FIN     | EU      | Álbum                     |
| ---- | ---------------------------------- | ------- | ------- | ------- | ------- | ------- | ------- | ------- | ------- | ------- | ------------------------- |
| 2002 | "Fragile (Free)"                   | —       | —       | —       | —       | —       | —       | —       | —       | —       | Another Phase             |
| 2002 | "My Lullaby" 1                     | 5       | —       | —       | —       | —       | —       | —       | —       | —       | Another Phase             |
| 2004 | "You're the Only One"              | 8       | —       | 32      | 19      | 25      | —       | —       | —       | —       | Mellow / White Turns Blue |
| 2004 | "Just a Little Bit"                | —       | —       | —       | —       | —       | —       | —       | —       | —       | Mellow / White Turns Blue |
| 2006 | "Miss You Love" 2                  | —       | —       | 19      | 61      | —       | —       | —       | —       | —       | Apparently Unaffected     |
| 2006 | "Just Hold Me" 3                   | 2       | 14      | 26      | 7       | —       | 5       | 4       | —       | 52      | Apparently Unaffected     |
| 2006 | "Miss You Love (re-release)" 2     | 2       | 19      | 26      | 7       | —       | —       | —       | —       | 147     | Apparently Unaffected     |
| 2006 | "Our Battles"                      | —       | —       | —       | —       | —       | 81      | —       | —       | —       | Apparently Unaffected     |
| 2008 | "Nevermind Me" 4                   | —       | 84      | —       | 76      | —       | —       | —       | —       | —       | Apparently Unaffected     |
| 2008 | "Belly Up" 5                       | 4       | —       | —       | —       | —       | —       | —       | —       | —       | Cause and Effect          |
| 2008 | "All This Time"                    | 7       | 15      | 6       | 7       | —       | 20      | 7       | 11      | 45      | Cause and Effect          |
| 2009 | "I'm In Love"                      | —       | —       | —       | 54      | —       | —       | —       | —       | —       | Cause and Effect          |
| 2009 | "I Was Made For Lovin' You"        | —       | 91      | —       | —       | —       | 20      | —       | —       | —       | Cause and Effect          |
| 2009 | "Wide Awake" (Sasha ft Maria Mena) | —       | 63      | —       | —       | —       | —       | —       | —       | —       | Soundtrack: Lila, Lila    |
| 2010 | "Home for Christmas"               | 1       | —       | —       | 98      | —       | —       | —       | —       | —       | Soundtrack: Hjem Til Jul  |
| 2011 | "This Too Shall Pass"              | —       | —       | —       | —       | —       | —       | —       | —       | —       | Viktoria                  |
| 2011 | "Homeless"                         | —       | —       | —       | —       | —       | —       | —       | —       | —       | Viktoria                  |